# Břetislav Dolejší
Břetislav Dolejší (Checoslovaquia, 26 de septiembre de 1928-Los Ángeles, Estados Unidos, 28 de octubre de 2010) fue un futbolista checo naturalizado estadounidense que se desempeñaba como guardameta.
Vivía en los Estados Unidos tras haber huido de Checoslovaquia en 1966. Se convirtió en ciudadano estadounidense en 1973.

## Fallecimiento
Murió el 28 de octubre de 2010 en Los Ángeles, tras una larga batalla contra el cáncer, a la edad de 82 años.

## Selección nacional
Fue internacional con la selección checoslovaca en 18 ocasiones.

### Participaciones en Copas del Mundo
| Mundial                        | Sede   | Resultado      | Partidos | Goles |
| ------------------------------ | ------ | -------------- | -------- | ----- |
| Copa Mundial de Fútbol de 1958 | Suecia | Fase de grupos | 4        | 0     |

## Clubes
| Club            | País           | Año       |
| --------------- | -------------- | --------- |
| ÚDA Praga       | Checoslovaquia | 1952-1956 |
| Dínamo de Praga | Checoslovaquia | 1957-1960 |

## Palmarés

### Campeonatos nacionales
| Título           | Club      | País           | Año  |
| ---------------- | --------- | -------------- | ---- |
| Primera División | ÚDA Praga | Checoslovaquia | 1953 |
| Primera División | ÚDA Praga | Checoslovaquia | 1956 |

### Distinciones individuales
| Distinción        | Año  |
| ----------------- | ---- |
| Cena Václava Jíry | 2007 |